# ツヴィストリンゲン
ツヴィストリンゲン (ドイツ語: Twistringen, 低地ドイツ語: Twustern) は、ドイツ連邦共和国ニーダーザクセン州ディープホルツ郡に属す市である、本市はブレーメンの南西約 30 km、近郊保養地ヴィルデスハウザー・ゲーストの南端に位置している。ツヴィストリンゲン市内からデルメ川が湧出している。

## 地理

### 位置
ツヴィストリンゲンは、ブレーメンの南西 30 km、ディープホルツの北東 25 km、ニーンブルクの西 40 km に位置している。市内をデルメ川が北に向かって流れている。西部をハイリゲンローを通って、ハイリゲンローアー・ベーケでフンテ川に注いでいる。

### 市の構成
ツヴィストリンゲン市は、それぞれ地区議会を有する8つの地区からなる。
| 地区名                          | 人口  | 集落 | 地図 |
| ------------------------------- | ----- | --- | ---- |
| アベンハウゼン                  | 738   | アベンハウゼン、ビングハウゼン、ブリュムゼン、ヒンテルム・ホルツェ、ケビングハウゼン、ユシングハウゼン     |      |
| アルテンマールホルスト          | 769   | アルテンマールホルスト、ノイエンマールホルスト・ウント・ホルスト                                           |      |
| ハイリゲンロー                  | 1,051 | ビッセンハウゼン、ボルヴェーデ、エリングハウゼン、ハイリゲンロー、リッデラーデ、シュトーフェル             |      |
| メルゼン                        | 1,052 | |      |
| ナーテンシュテット              | 358   | アベンテーレン、デューヴェネック、エラーヒェンハウゼン、レルヒェンハウゼン、ナーテンシュテット、リュッセン |      |
| シャレンドルフ                  | 1,253 | シャレンドルフ、シュテッティングハウゼン                                                                   |      |
| シュテレ                        | 319   | |      |
| ツヴィストリンゲン （中核市部） | 6,922 | |      |

### 隣接する市町村
ツヴィストリンゲン市に隣接する市町村は、ディープホルツ郡内では、北東のバッスム、南東のザムトゲマインデ・シュヴァフェルデン、南のザムトゲマインデ・バルンストルフである。郡外では、西はコルンラーデ（オルデンブルク郡）とゴルデンシュテット（フェヒタ郡）と境を接している。

### 地質学
ツヴィストリンゲンは地質学において地域を超えた重要性を得ている。1990年代まで街外れのズンダー・レンガ工場の坑道で粘土が採掘されていた。これは、新第三紀中新世、さらに詳しく言えばランギアンからサーラバリアンの原初北海の堆積物からなっている。ここは、ツヴィストリンゲン層のタイプ産地である。中新世中期の堆積層の年代は約1500万年前である。
粘土の中には、腹足綱、二枚貝鋼、掘足綱、サンゴの仲間の非常に珍しく多様な動物が見られる。ウニ、脊椎動物の骨や歯はほとんど現れない。動物自体は総じて小さく、目を見張るようなものではない。しかし、種の多様性（ツヴィストリンゲン層から250種以上の腹足綱が知られ、報告されている）に基づき、その時代の動物相の精確な様子を知ることができることから、ツヴィストリンゲンは現在古生物学の古典的な発掘現場の1つに数えられている。ツヴィストリンゲンからの出土品は多くの博物館や個人コレクションの中に見られる。

## 歴史

### 集落の発達
ツヴィストリンゲンは1250年頃に Thuisteringe として、初めて史料に記述されている。この史料には、毎年ブレーメンのヴェーザー川に架かる橋を維持するために労務を提供しなければならなかった村がすべて記述されている。
ツヴィストリンゲンの最初の教会区は、早くも825年頃に設けられた。16世紀にツヴィストリンゲンが属していたニーダーシュティフト・ミュンスターのキリスト教徒は宗教改革の結果、福音主義信仰の教義に強く影響されたが、ツヴィストリンゲン教会区は1668年に再びカトリック化された。ハノーファー王国（1866年）、プロイセン王国（1946年まで）、ニーダーザクセン州（1946年以後）と周囲が福音主義優位の中で、ツヴィストリンゲン教会区は何世紀もわたってカトリックの飛地であり、首席司祭の所在地となっていた。
ツヴィストリンゲンは1811年までニーダーシュティフト・ミュンスターでフェヒタ家の支配下にあった。1811年にこの町はナポレオン1世が創設した「Département de l’Ems-Supérieur」（オーバーエムス県）の一部となった。フランス統治時代（1811年 - 1813年）にこの町はナポレオン通り（現在の連邦道 B51号線）によって近代的な道路交通網に接続した。
ウィーン会議やオルデンブルク大公国とハノーファー王国との国境操作による欧州新秩序に伴い、1817年に政治上の自治体ツヴィストリンゲンはハノーファー王国に属すこととなった。カトリック教会は1824年にオスナブリュック司教区の一部となった。鉄道ブレーメン - オスナブリュック線の建設（1873年5月15日開通）によってルター派信者が再びツヴィストリンゲンに住むようになった。このため1891年に福音主義ルター派教会が組織され、1894年に固有の教会堂が完成した。
ツヴィストリンゲンには小規模なユダヤ教組織もあり、1938年まではシナゴーグがあった。現在は記念プレートがこれを記念している。街外れにユダヤ人墓地が遺されている。
ツヴィストリンゲンは1964年に都市権を得た。1974年3月1日、アベンハウゼン、アルテンマールホルスト、ハイリゲンロー、メルゼン、ナーテンシュテット、リュッセン、シャルレンドルフ、シュテレ、ツヴィストリンゲン市区を有するアインハイツゲマインデ（単一自治体）ツヴィストリンゲンが成立した。

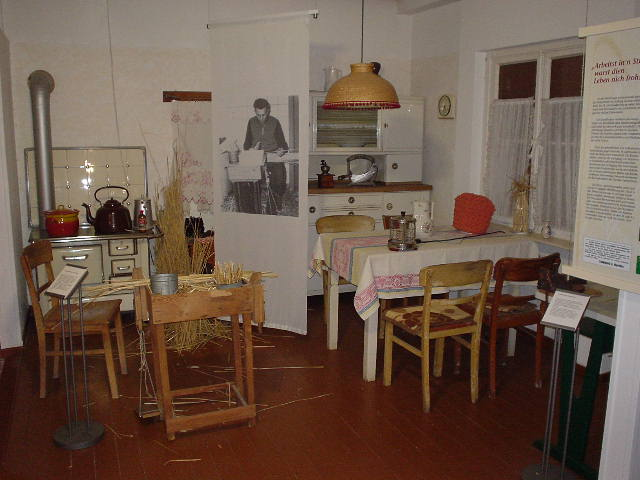
麦わら加工博物館の展示。1950年代のキッチンの再現

### 麦わら加工業の重要性
ツヴィストリンゲンでは何世紀にもわたって麦わら加工業が重要な役割を担ってきた。時には人口の 1/3 が（工場、家内を含む）この産業分野に従事していた。作られていたのは特に、麦わら帽子、ワインボトルの保護材（いわゆるマロット）やストローであった。これらの産品は多くの国に輸出された。麦わら加工博物館は、この産業の始まりから現代までの歴史や発展を紹介している。

#### 世界最大の麦わら帽子
ツヴィストリンゲン市の750周年祭が開催された2000年に、市役所前に巨大な麦わら帽子が作られ、ギネスブックに登録された。直径約 5.5 m のこの帽子は、1920年代のカンカン帽の20倍の大きさであった。ツヴィストリンゲン出身のテレビ司会者のラインホルト・ベックマンも祝福に訪れた。この帽子は現在麦わら加工博物館で見ることができる。

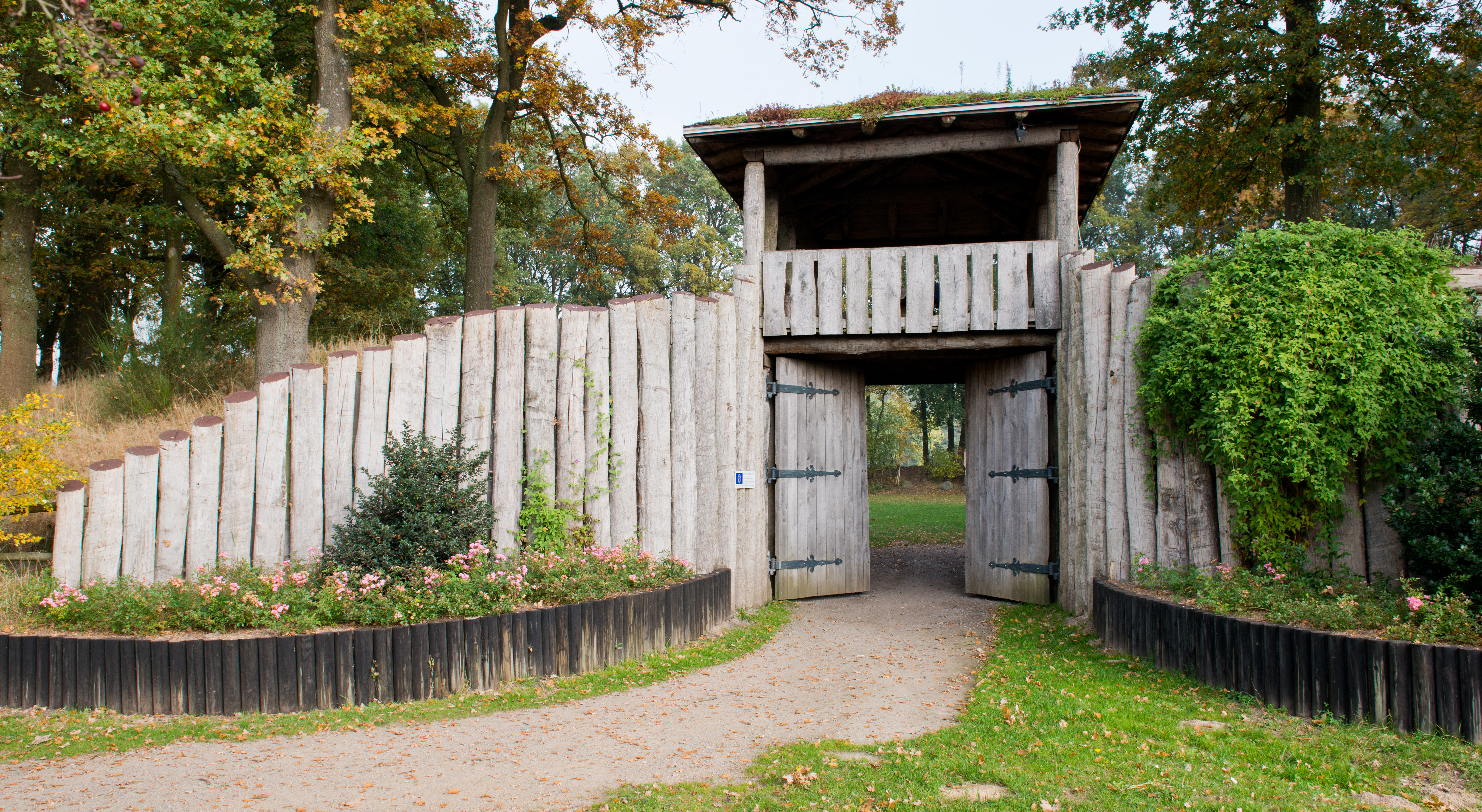
ヒューネンブルクの入り口

### 古代の環状土塁
シュテッティングハウゼン集落に、ヒューネンブルクと呼ばれる遺構がある。これは直径約 80 m の古代の環状土塁である。これは5世紀から9世紀の古代の防衛施設の遺構である。1932年の土塁内部の調査により、かつてはこの中に多くの建物が存在していたことが判った。ヒューネンブルクのためのシャルレンドルフ＝シュテッティングハウゼン郷土協会が2001年に発足し、ヒューネンブルクを再構築し、そのための公的資金を獲得する活動を行っている。2008年にこの遺構の内部に最初の建物が建造された。パン焼き小屋の建設は2014年に完成した。これにより環状土塁は城塞風の構成を再び獲得した。遺跡の手入れや維持は郷土協会が担っている。

### 1973年の飛行機事故
1973年11月13日、ベルギーのスターファイターがメルゼン地区の民家に墜落した。パイロット、消防士、父、母と家族の2人の少女が命を落とした。家族の1人は火災が起こる前に天窓から家を出て助かった。この事故で3人の孤児が遺された。

## 行政

### 市議会
ツヴィストリンゲン市の市議会は26議席からなる。ニーダーザクセン州市町村法の規定によれば、人口12,001人から15,000人の市における議席数は通常30議席である。ツヴィストリンゲン市議会は選出される議員数を削減できる規定を利用して、議決により4人削減して26議席を採用した。26人の議員は5年ごとに住民の選挙によって選出される。
市議会ではこのほかに市長も投票権を持つ。

### 首長
2019年6月からイェンス・ブライがツヴィストリンゲンの専任市長を務めている。彼は無所属候補として 78.39 % の票を獲得した。
過去の市長:
- 1968年 - 1996年: カール・クンスト (CDU)
- 2000年 - 2014年: カール・マイヤー（無所属）
- 2014年 - 2018年: マルティン・シュラーケ（無所属）
- 2018年 - 2019年: ホルスト・ヴィーシュ、暫定市長[8]
- 2019年 - : イェンス・ブライ (CDU)

### 紋章
図柄: 上部は赤地に白いニーダーザクセンの馬。下部は黄色地に赤い幅広の横帯。その中に工業を象徴する3つの黄色い歯車。
解説: ツヴィストリンゲンの紋章は、1935年/36年に、ハノーファーのオーバーシューレ教師で紋章作家のグスタフ・フェルカーによってデザインされた。上部は赤地に白いニーダーザクセンの馬。下部は黄色地に幅広の赤い横帯で、これはミュンスター司教領の紋章を表している。赤い帯の中に3つの歯車が描かれている。紋章には、ツヴィストリンゲンが何世紀にもわたって伯と司教の紛争案件であったことが表現されている。ツヴィストリンゲンの所有者は、ホーヤ伯とミュンスター司教との間で頻繁に入れ替わった。紋章が2つの地に分かれていることは、こうした多重支配を反映している。上部にはハノーファー州のニーダーザクセン馬が描かれており、下部にはミュンスター司教の紋章が描かれている。ツヴィストリンゲンの独立は、当時のグラーフシャフト・ホーヤ郡最大の工業自治体であったことを示す3つの歯車が描かれている。

### 姉妹都市
- ボンネターブル（フランス語版、英語版）（フランス、サルト県）1977年
- カイシェドリース（リトアニア、カウナス郡）2003年[10]

ツヴィストリンゲンはニーダーザクセン/ブレーメン自治体連合に参加している。

## 文化と見どころ

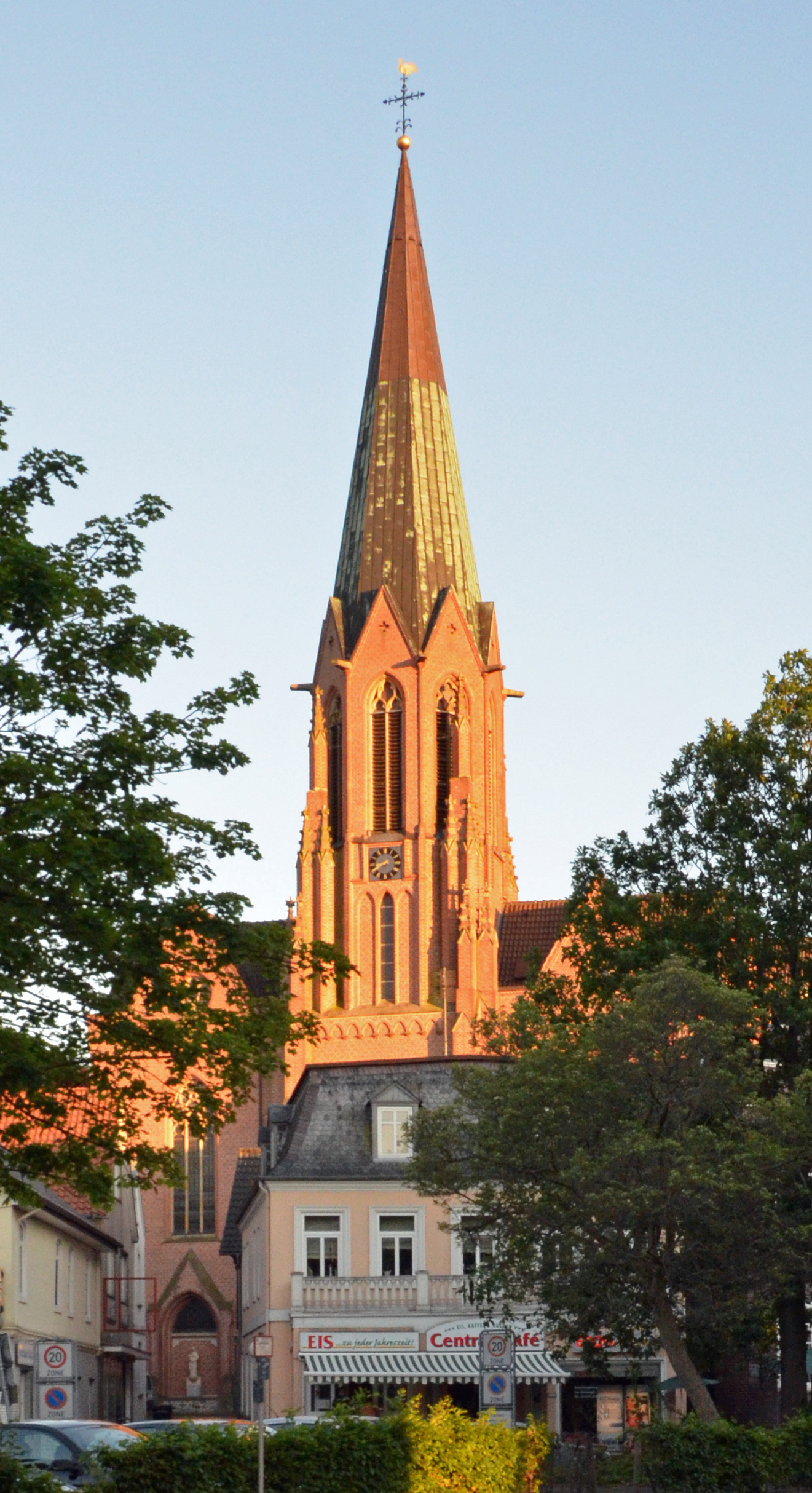
聖アナ教会

### 建築
ツヴィストリンゲン中核部の建築文化財リストには13件が登録されている。ツヴィストリンゲン市全域では31件が登録されている。
- 1870年に建造されたカトリックのネオゴシック教会聖アナ教会は、高さ 56 m の大きな塔（ドイツ語版、英語版）によって、この街の象徴的建造物となっている。その内部では特に、800年前の洗礼盤や、後期バロック様式のオリーブ山の像が見られる。
- ツヴィストリンゲンの1894年建造の福音主義マルティン＝ルター教会
- ハイリゲンローの福音主義教会
- レルヘンハウゼンの1851年に建造された納屋
- シャレンドルフの環状土塁（ヒューネンブルク）
- ツヴィストリンゲンのシューレ・アム・マルクト（校舎）

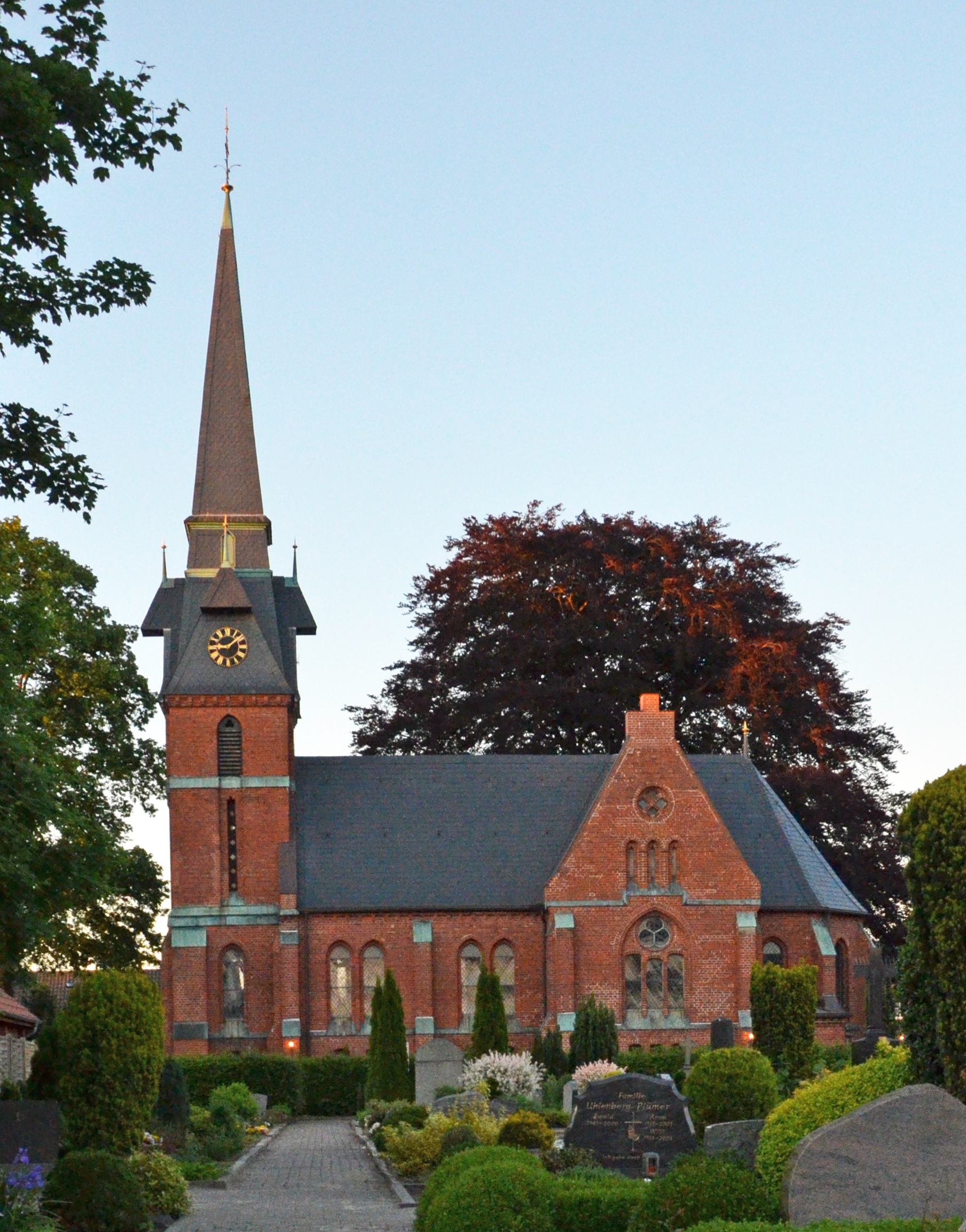
ツヴィストリンゲンの福音主義教会
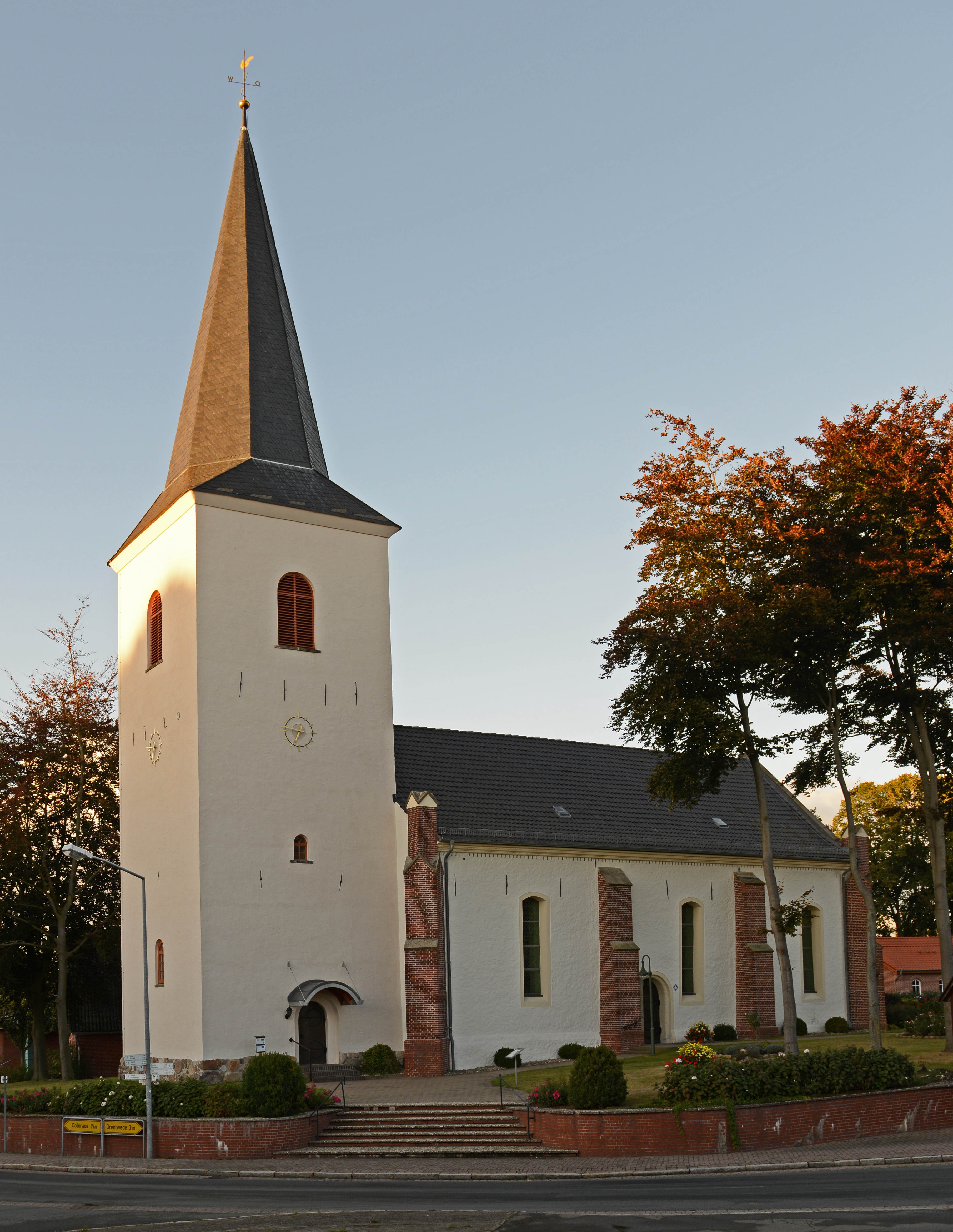
ハイリゲンローの福音主義教会

### 公共スペースの芸術

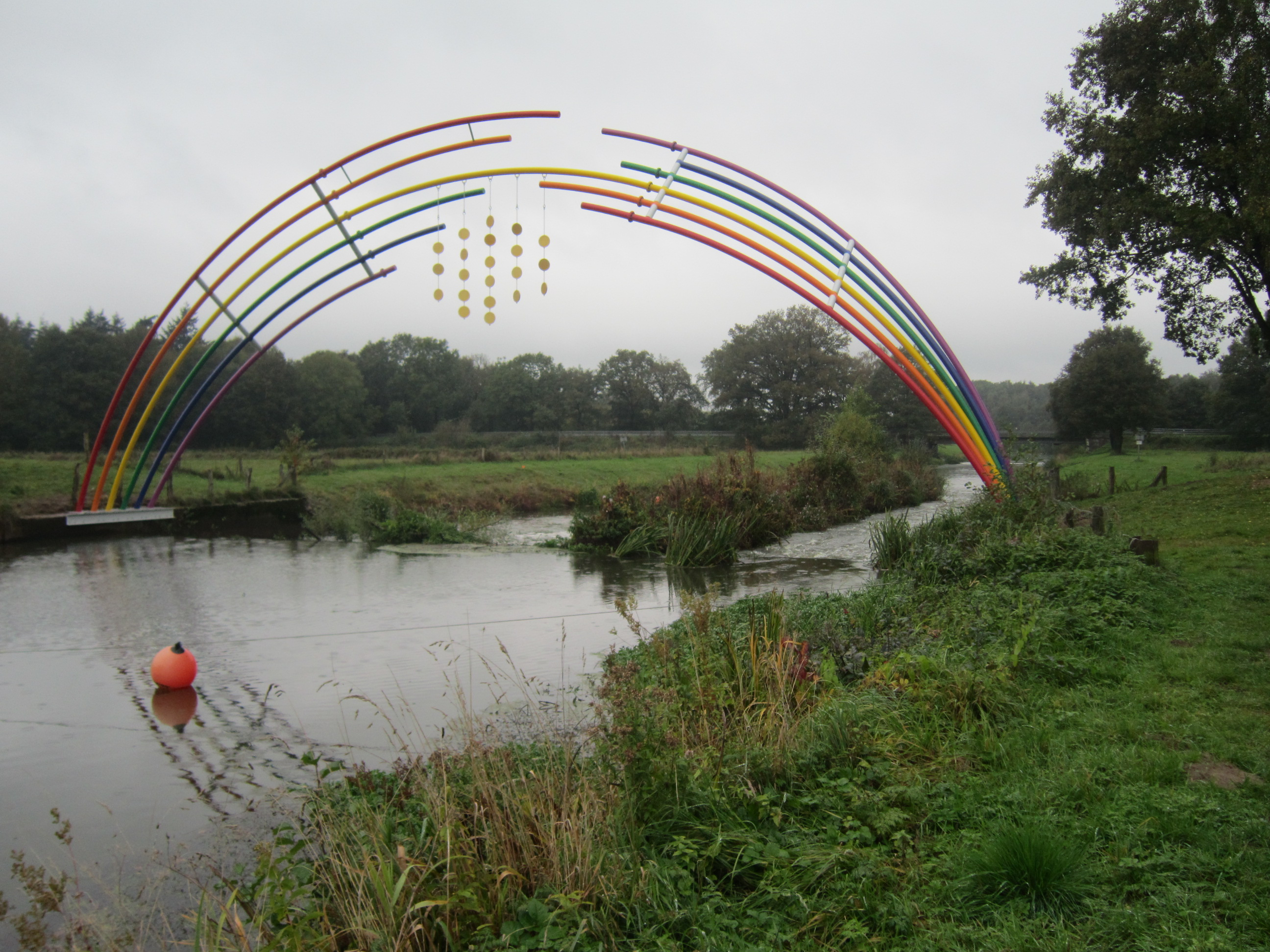
「ゴルトレーゲン」

- 内市街とハイリゲンロー地区にはジーケの芸術家の彫刻が2つ設置されている。この2つの対になる作品は、200年以上の間、ツヴィストリンゲン教会地区で行われていた北ドイツではユニークな藁細工を表現している:
  - 「フィギュア・ウント・ターフェルレリーフ」（直訳: 像とレリーフ板）アンドレアス・フレムベルクにより2000年に創作されたブロンズ像。ツヴィストリンゲンの聖アナ教会横に設置されている。
  - 「アウスシュヴェルメンデ・ヴュンシェ」（直訳: 散らばった願い）エルザ・テーベルマンとヘニング・グレーヴェにより2002年に創作された鋼鉄像。ハイリンゲンローの学校横に設置されている。
- 「アウス・デア・エンゲ・ベフライ」（直訳: 狭い場所からの解放）オスナブリュックの彫刻家ドミニクス・ヴィッテにより2004年に創作された砂岩像。聖アンネン・シュティフトの入り口付近に設置されている。ここで行われている精神医学の目的を明らかにしている。それは個人をそのしがらみから光の中に解放することである。
- 「ゴルトレーゲン」（直訳: 金の雨）リュッセン地区とゴルデンシュテットとの境界に架かる「ゴルデナー・ブリュッケ」（直訳: 金の橋）の南側にフンテ川（ドイツ語版、英語版）を跨ぐ形で設置された鋼鉄作品。フリースオイテ（ドイツ語版、英語版）の芸術家アルフレート・ブラーマンによって2013年に創作された[12]。

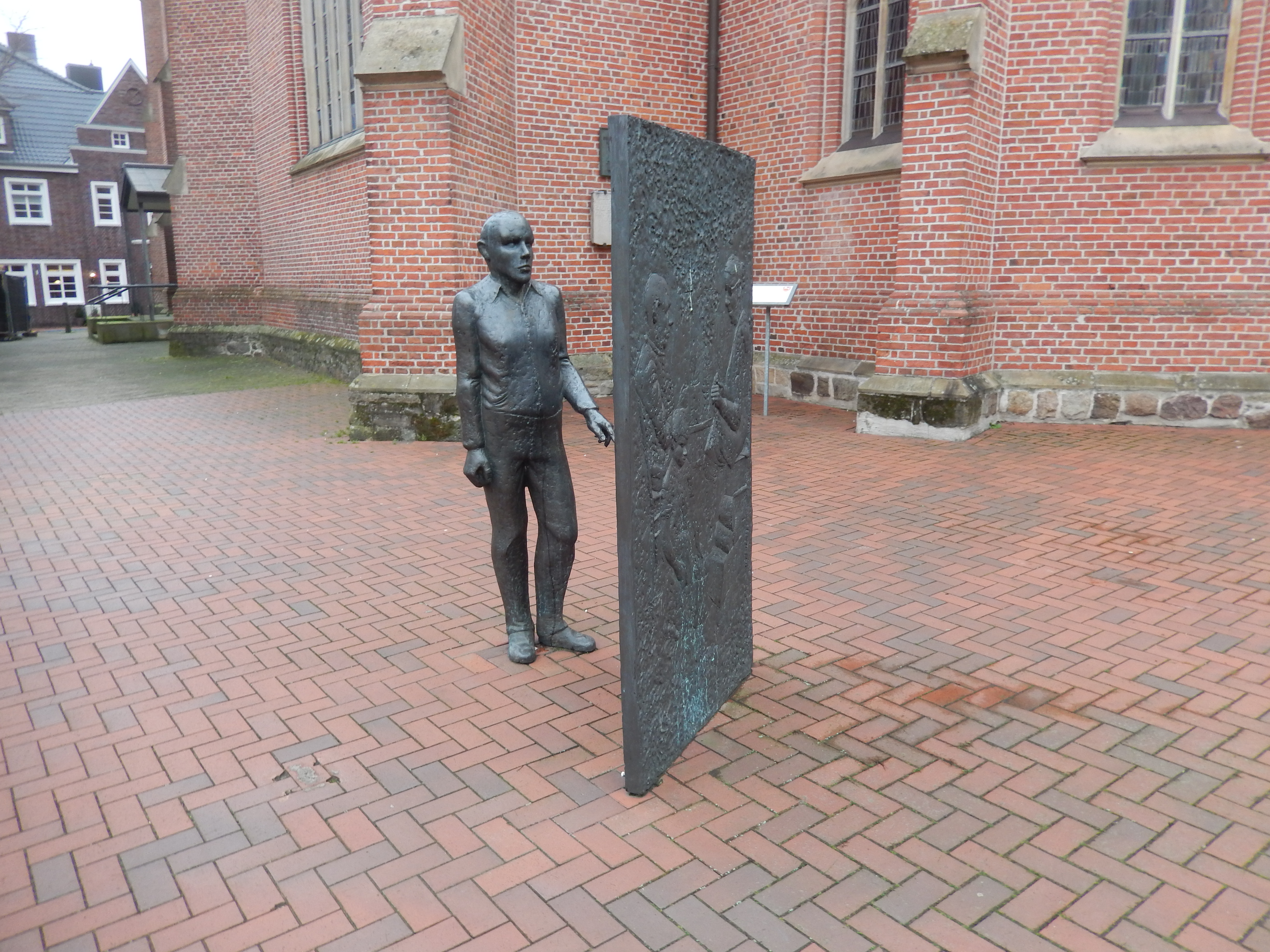
「フィギュア・ウント・ターフェルレリーフ」
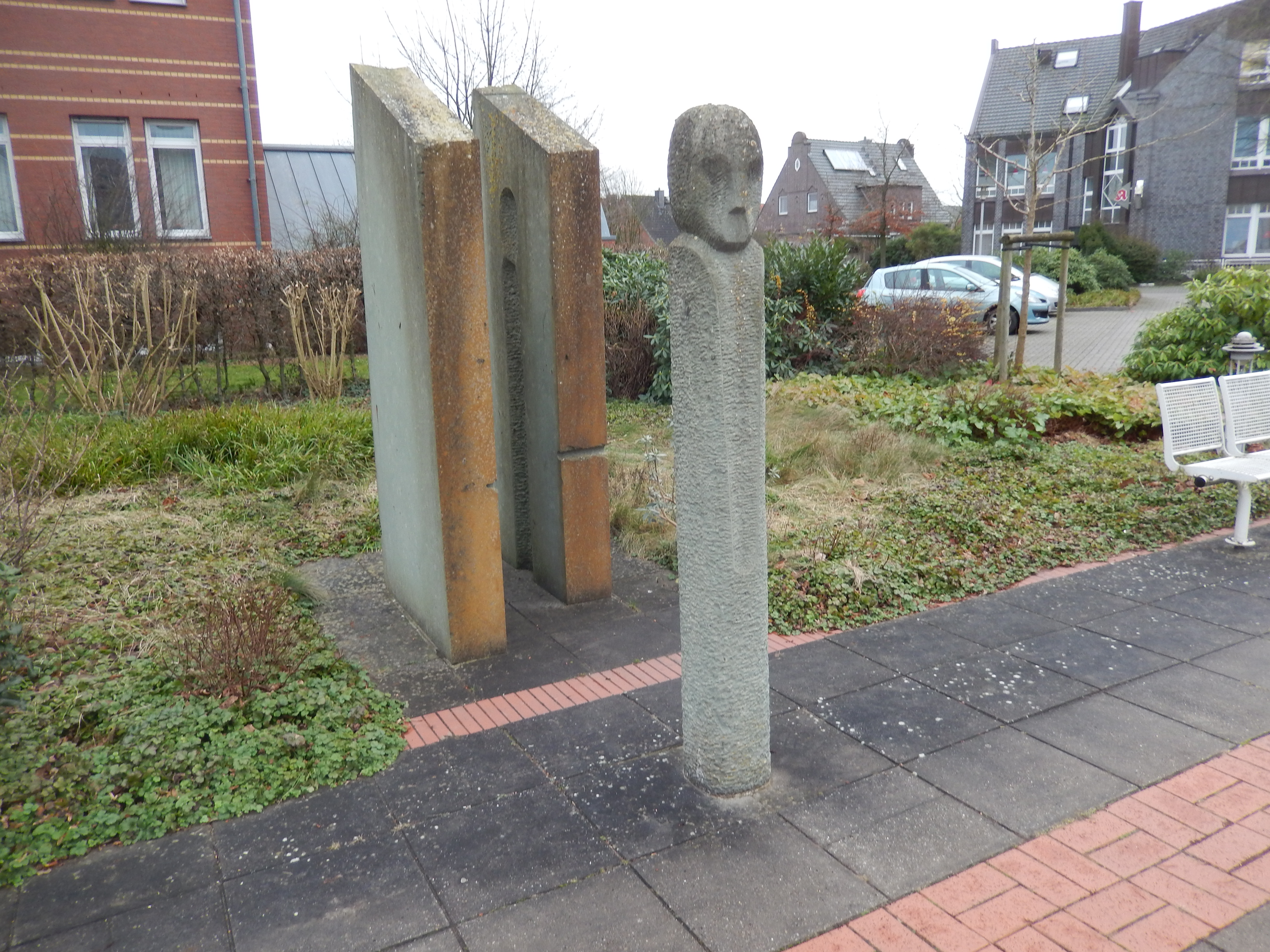
「アウス・デア・エンゲ・ベフライ」

### 音楽
- 毎年、「ツヴィストリンゲンのオルガンの秋」に伴うコンサートが聖アナ教会で行われる。国内外の著名な演奏家が客演し、3回から4回のコンサートを行う[13]。
- 約50人の活動的な団員を擁するツヴィストリンゲン・ブラスオーケストラは、クラシック音楽やモダンミュージックを演奏しており、毎年3回コンサートを行っている[14]。
- 旧レンガ工場愛好会は、2011年から毎年3日間、国内外および地元のバンドによる野外コンサートを開催している。プログラムは主にハードロックやブルースロックのジャンルのバンドで構成されている[15]。さらに、毎年２回から３回の屋内コンサートが行われる。このコンサートのプログラムは主にロック、ブルース、ソウルのカバー・バンドである[16]。

### 市立文書館
リンデン通り14番地、市庁舎内のツヴィストリンゲン市立文書館はツヴィストリンゲン市の行政アーカイブである。ここでは、公文書、地図、史料、遺品、地元新聞の古い版を閲覧することができる。

### ユダヤ人墓地
ツヴィストリンゲンのユダヤ人墓地は文化財に指定されている。これはディープホルツ郡に現存する8つのユダヤ人墓地のうちの1つである。ツーア・ポッゲンミューレ通りのこの墓地には1839年から1945年までのユダヤ人埋葬者のための墓石が46基遺されている。

### 景観保護区
- デームゼ森林地区。ツヴィストリンゲンの北部地区、ケビングハウゼン地区の西約 1 km に位置しており、ザムトゲマインデ・ハルプシュテットとの境に接している。
- シュテラー＝モーア。ツヴィストリンゲン東部。

## 経済と社会資本

### 経済
ツヴィストリンゲンには、農業支援の企業がある（たとえば、ライフアイゼン農協ニーダーザクセンeG、ベスト3鶏肉栄養GmbH、マイヤー濃厚飼料GmbHなど）。

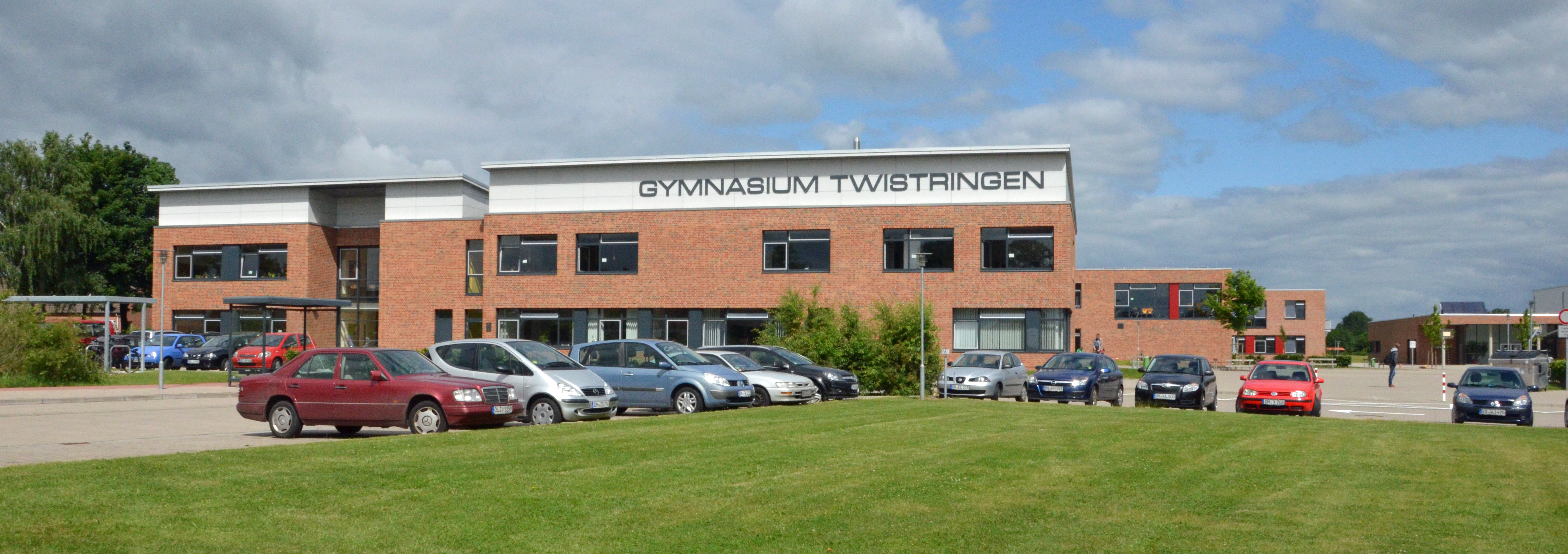
ギムナジウム・ツヴィストリンゲン

### 教育
ツヴィストリンゲンには基礎課程学校と学校センターがある。学校センターには本課程学校と実科学校が入っている。同じ建物内に市立図書館も入っている。2004年からギムナジウムも学校センターに入居している。ギムナジウムは2007年8月にフェヒタアー通りの新しい建物に移転した。2011年からはヒルデガルト＝フォン＝ビンゲン＝ギムナジウム・ツヴィストリンゲンという校名を名乗っている。この他にディープホルツ市民大学とディープホルツ郡の郡立音楽学校もツヴィストリンゲンにある。ツヴィストリンゲンには多くの幼稚園もある。

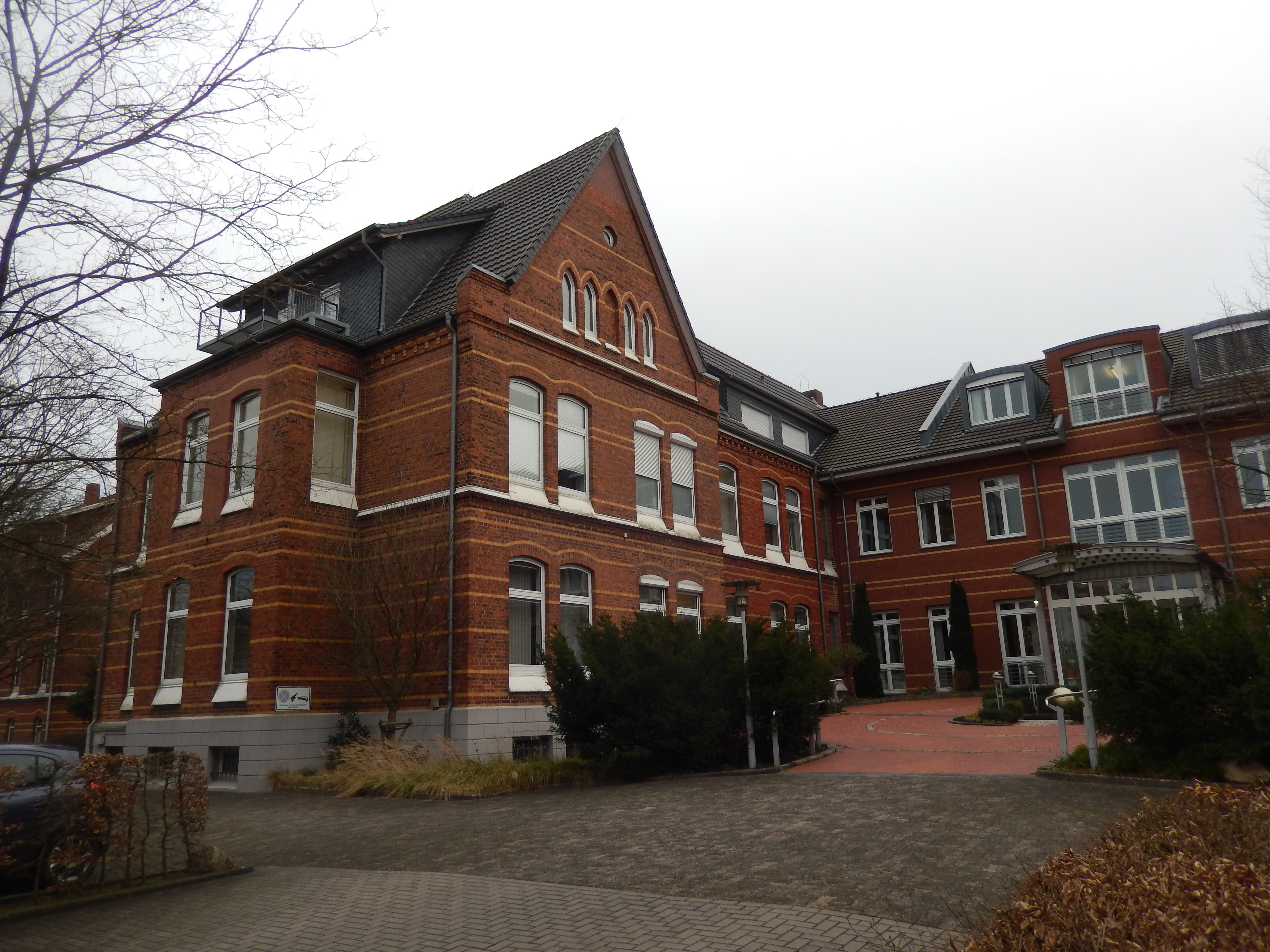
ディープホルツ郡病院連盟のツヴィストリンゲンの病院

### 社会福祉施設
- ディープホルツ郡病院連盟 gGmbH。旧クリニーク・ツヴィストリンゲンの建物に精神医学および精神療法外来クリニックと、精神医学研究所 (PIA) がある。
- PIA が入居する旧クリニーク・ツヴィストリンゲンの建物にオスナブリュック小児病院協会の青少年精神医学外来クリニックがある。
- キリスト教ボーイスカウト - マウリティウス団: 青少年および指導者の訓練[18]。

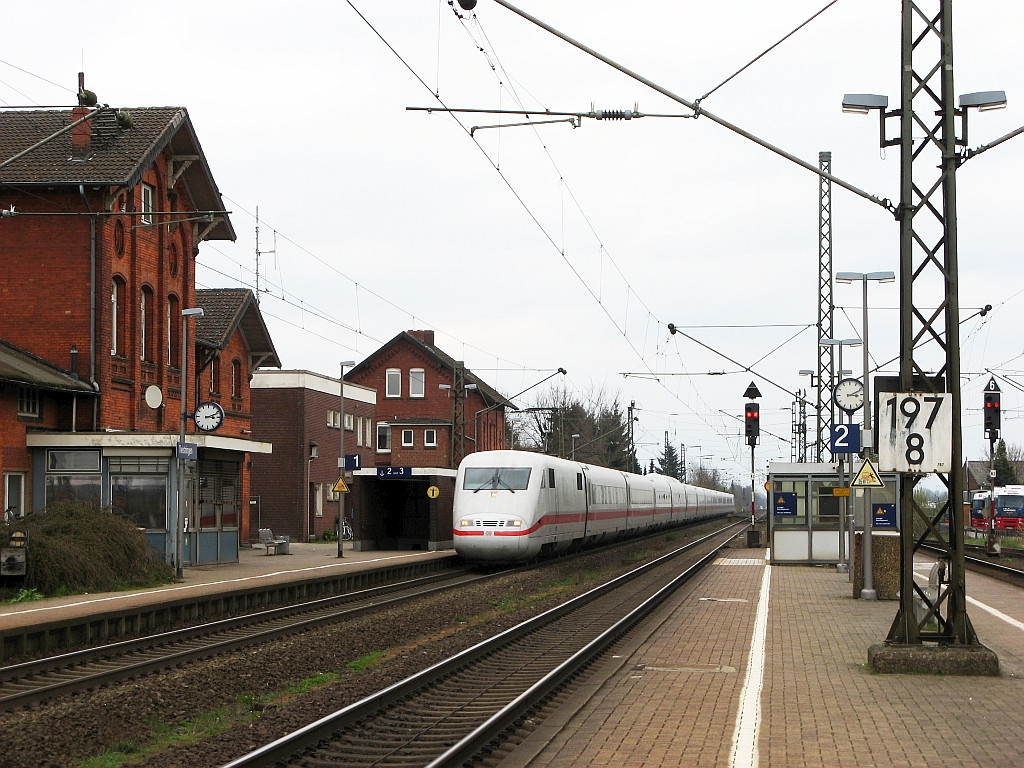
ツヴィンストリンゲン駅

### 交通
鉄道: ツヴィストリンゲン駅は、鉄道ヴァネ＝アイケル - ハンブルク線の駅である。ブレーメンへは30分間隔（RE 9 および Sバーン RS2号線で乗車時間29分から35分）、オスナブリュックへは1時間間隔（RE 9 で乗車時間48分）で運行している。
道路: 連邦道 B51号線が市域を南北に貫き、北はブレーメン、南は郡庁所在地のディープホルツさらにはオスナブリュックとを結んでいる。北東 18 km を通る連邦アウトバーン A1号線が北はハンブルク、南はミュンスターおよびルール地方とを結んでいる。
バス: ツヴィストリンゲンからのバス路線は、バルンストルフを経由してディープホルツに向かう125番路線、およびエーレンブルクを経由してズーリンゲンへ行く158番路線がある。この他に多くのスクールバスがツヴィストリンゲン学校センターへ運行している。

### ツヴィストリンゲンの歌
「ツヴィストリンゲンの歌」は1935年にフランツ・ベルガーの作詞、ハインリヒ・ハンマンの作曲で創作された地域讃歌である。ハノーファー生まれの譜ラング・ベルガーはツヴィストリンゲンで教師および政治家を務めた。この歌の第4連は、ツヴィストリンゲン射撃協会の創立10周年を記念して1937年に創られた。

### その他
第二次世界大戦中、ツヴィストリンゲンでは大量の密造蒸留酒が造られ、近隣の町でも販売されていた。この蒸留酒造りのためツヴィストリンゲンは地元では「ブレンドルフ」（ドイツ語: Brenndorf、Brennenは「蒸留する」という意味）というあだ名で呼ばれた。この呼び名はツヴィストリンゲンの近隣では現在も習慣として遺っている。1960年代に、ベルイマンの「沈黙」を上映する予定だった映画館を3人の地元の聖職者が封鎖したことでツヴィストリンゲンはドイツ全土の注目を集めた。

## 人物

### 出身者
- ヴィルヘルム・ヘルムス（ドイツ語版、英語版）（1923年 - 2019年）農場主、政治家
- ハルトヴィヒ・シュテーンケン（ドイツ語版、英語版）（1941年 - 1978年）障害飛越競技選手。ミュンヘンオリンピック団体金メダリスト
- ラインホルト・ベックマン（ドイツ語版、英語版）（1956年 - ）テレビ司会者

## 関連図書
- Gemeinde Twistringen, ed (1950). Festschrift zur 700-Jahrfeier Twistringens. 1250–1950. Twistringen
- Otto Bach; Friedrich Kratzsch et al (1986). Twistringen – Eine Heimatkunde
- Otto Bach; Friedrich Kratzsch (1984). Twistringen in alten Ansichten. Zaltbommel (NL)
- Stadtarchiv Twistringen, ed (2000). 750 Jahre Twistringen – Beiträge zur Geschichte einer Kleinstadt zwischen Delme und Hunte
- Museum der Strohverarbeitung Twistringen, ed (2005). Strohverarbeitung in Twistringen
- Lydia Funke-Westermann; Friedrich Kratzsch (1985). Geachtet und Geächtet. Twistringen und seine Juden 1933–1943. Harpstedt
- Lydia Funke-Westermann; Friedrich Kratzsch (1990). Geachtet und Geächtet. Twistringen und seine Juden 1933–1943 (2 ed.). Harpstedt
- Georg Dehio (1992). “Twistringen”. Handbuch der Deutschen Kunstdenkmäler. Bremen Niedersachsen. München / Berlin. pp. 1276 f
- Friedrich Kratzsch (1997). Zwischen Kriegen, Kreuz und Hakenkreuz. Twistringen und sein Umland 1919–1939. Bassum-Ringmar
- Friedrich Kratzsch; Ulrich Kathmann (2002). Twistringen und seine Ortsteile vom 2. Weltkrieg bis zur Gegenwart. Ein Fotoband mit Archivbildern. Twistringen
- Heinz-Hermann Böttcher (2003). Der Jüdische Friedhof in Twistringen – Dokumentation. Syke
- Nancy Kratochwill-Gertich; Antje C. Naujoks (2005). “Twistringen”. In Herbert Obenaus, David Bankier, Daniel Fraenkel. Historisches Handbuch der jüdischen Gemeinden in Niedersachsen und Bremen. Band 1 und 2. Göttingen. pp. 1475–1482
- LandFrauenverein Twistringen e. V., Stadt Twistringen, Gleichstellungsbeauftragte, ed (2007). Von Alwine bis Ziska. Frauenprofile aus Twistringen. Twistringen